# Prooncholaimus megastoma
Prooncholaimus megastoma är en rundmaskart som först beskrevs av Eberth 1863.  Prooncholaimus megastoma ingår i släktet Prooncholaimus och familjen Oncholaimidae. Inga underarter finns listade i Catalogue of Life.